# Michael Marx (schermidore)
Michael Anthony Marx (Portland, 7 luglio 1958) è uno schermidore statunitense.

## Biografia
È il fratello dello schermidore Robert Marx e marito della schermitrice Leslie Marx.
Ha partecipato ai Giochi della XXIII Olimpiade di Los Angeles nel 1984, ai Giochi della XXIV Olimpiade di Seul nel 1988, ai Giochi della XXV Olimpiade di Barcellona nel 1992 ed ai Giochi della XXVI Olimpiade di Atlanta nel 1996.

## Palmarès
In carriera ha conseguito i seguenti risultati:
- Giochi Panamericani:

San Juan 1979: argento nel fioretto a squadre.
Caracas 1983: argento nel fioretto a squadre.
Indianapolis 1987: bronzo nel fioretto a squadre ed individuale.
Mar del Plata 1995: argento nella spada a squadre.